# (466594) 2014 UF144
(466594) 2014 UF144 es un asteroide perteneciente al cinturón de asteroides, descubierto el 17 de septiembre de 2003 por el equipo Spacewatch desde el Observatorio Nacional de Kitt Peak (Arizona, Estados Unidos).